# Katarina Radivojević

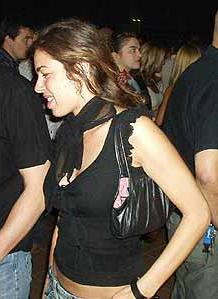
Katarina Radivojević (2003)

Katarina Radivojević (serbisch-kyrillisch Катарина Радивојевић; * 29. März 1979 in Belgrad) ist eine serbische Schauspielerin.
Sie spielte die Titelrolle in Zona Zamfirova, einem serbischen Film aus dem Jahr 2002.
In der kroatischen Familiendrama-Serie Najbolje Godine (deutsch: Die besten Jahre) ist sie in der Hauptrolle der Lorena Levaj zu sehen.